# Тога-Темур
Тога-Темур (*д/н —1353) — хан східної частини держави Ільханів у 1335—1353 роках. Ім'я перекладається як «Залізна чаша».

## Життєпис
Походив з роду Хасаридів, що утворився від брата Чингисхана. Його дід Баба-Кавун перебрався до області Гурган. Батько Мамай-Кавун був впливовим феодалом в Астрабаді. Він помер у 1332 або 1333 роках. Про молоді роки нічого невідомо. У 1335 році після смерті ільхана Абу-Саїд Багадур-хана, захопив владу в Хорасані. Скориставшись боротьбою у 1335—1337 роках, коли змінилися хани Арпа Ке'ун та Муса-хан, Тога-Темур захопив області Астрабад, Хорасан та Керман. Водночас серед сановників почалося протистояння.
Втім Тога-Темур зумів захопив північні області держави, включно зі столицею Солтаніє. Але у червні 1337 року Тога-Темур зазнав поразки від Хасан Бузурга Джалаїріда, в результаті чого вимушений був залишити Табаристан, відступивши до Астрабаду. Скориставшись цим Аргун-шах, один з військовиків Тога-Темура, захопив та стратив Шейха-Алі, доволі впливового сановника. З цього моменту Аргун-шах набув значного впливу при Тога-Темурі.
Наприкінці 1337 року війська Тога-Темура відбили напад військ Хасана бузурга, який від імені ільхана Мухаммед-хана намагався встановити владу над Хорасаном і Астрабадом. Влітку 1338 року Тога-Темур уклав союз з Хасан Бузургом і Джахан Темуром проти Сулейман-хана і Чобанідів, в результаті чого Тога-Темура було визнано ільханом. Разом з тим проти влади останнього почалося повстання в Сабзеварі на чолі із сербедарами, що були невдоволені посиленням податкового тиску. Спроба їх придушити не вдалися, оскільки вони спиралися на підтримку Чобанідів.
Протягом 1340—1344 років Тога-Темур декілька разів намагався розширити володіння та підкорити західні володіння колишньої держави Хулагуїдів, проте марно. Втім вдалося поширити владу на Табаристан. У 1344 році за допомогою впливового роду Бавандидів, які як васали Тога-Темура правили в Табаристані, вдалося завдати поразки сербедарам та відвоювати частини втрачених територій Хорасану. Втім Династія Куртів повністю заволоділа областю навколо Герату.
Останні роки правління пройшли у боротьбі з сербедарами. Зрештою у 1352 році вдалося останнім завдати поразки. Проте у 1353 році під час відвідування військового табору Тога-Темурою Яґ'єю Калаві, очільнику сербедарів, раптово напали на ільхана та його почт, в результаті чого Тога-Темур загинув. Державу поділили син — Лукман-хан в Хорасані та Амір-Валі в Астрабаді та східному Мазендарані.